# Augia (poeta)
Augia (in greco antico: Αὐγέας?, Aughéas o Αὐγίας, Aughías; Atene, IV secolo a.C. – ...) è stato un poeta greco antico.

## Biografia
Appartenente alla Commedia Media, Augia, secondo il lessico Suda ed Eudocia - che attinge alle stesse fonti del lessico - fu ateniese. L'indicazione della Commedia di Mezzo lo situa quantomeno in pieno IV secolo a.C.

## Commedie
Sempre Suda  mostra che avesse scritto varie commedie, perché ne cita 4 titoli affermando "tra le sue opere": Ἄγροικος (Il contadino), Δίς Κατeγορούμενος (Due volte accusato) e Πορφύρα (La porpora).